# Liparis resupinata
Liparis resupinata är en orkidéart som beskrevs av Henry Nicholas Ridley. Liparis resupinata ingår i släktet gulyxnen, och familjen orkidéer. Inga underarter finns listade i Catalogue of Life.